# صلاح الدين (قرية)
قرية صلاح الدين هي إحدى القرى التابعة لمركز بدر في محافظة البحيرة في جمهورية مصر العربية. حسب إحصاءات سنة 2006، بلغ إجمالي السكان في صلاح الدين 10034 نسمة، منهم 5176 رجل و4858 امرأة.